# 카페 벨로마노
카페 벨로마노는 영챔프에서 연재되고 있는 자전거 커피 카페에서 일어나는 일들을 다룬 에피소드 구성방식을 채택한 만화이다.

## 등장인물

### 카페 벨로마노
한태묵
카페 벨로마노의 점장이다. 호주에서 바리스타 자격증을 취득했고, 무공해 공정거래 원두만 사용한다. 한태묵의 여자취향은 단연코 글래머로 알바도 자신의 취향에 맞는 알바만 고용한다. 글래머와 거리가 먼 손여은을 알바로 고용하게 된 이유는 갑자기 밀물처럼 들어오는 손님을 모두 상대하기 벅차서 그 자리에서 고용한다. 카페 위에 있는 집에서 혼자 살며 싫지만 어쩔 수 없이 점심을 늘 스파게티로 먹는다. 자전거 타기를 좋아해서 호주까지가서 자전거를 타봤으며 하루종일 카페에 갇혀 일하기에 바쁜 신세를 한탄하고 있다.
손여은
디자인과 관련된 학과를 졸업한 것으로 보이며, 디자인 쪽으로 취업을 준비하고 있으나 14번이나 취업에 실패한 경험이 있다. 이때문에 집에서는 눈칫밥을 먹고 살며 이를 피하기 위해 취업했다고 거짓말하고 알바자리를 구하다가 마침 알바가 빈 카페 벨로마노에 들어가게 된다. 처음에 한태묵을 보고 "말라빠진 명태같이 꼬장꼬장하게 생겼어!"라는 첫인상과 함께 이 카페에서 알바할 생각을 그만뒀지만, 그냥 나가기 뭐해 시킨 커피값이 200원이 모자라 200원 때문에 개망신당할순 없기 때문에 알바를 하게 된다. 가족은 형제/자매는 언니가 한명 있는 것으로 보이고, 그 언니와 부모님 두분과 같이 산다. 처음 보는 사람과 대화하는데 딱히 어려움이 없어 보이고 무서운 이야기를 좋아한다.